# Don’t Cry Daddy
Don’t Cry Daddy – piosenka napisana przez Scotta Davisa i nagrana przez Elvisa Presleya. Jest to jego singel z 1969 roku.

## Listy przebojów
| Kraj              | Lista (1969/1970) | Pozycja |
| ----------------- | ----------------- | ------- |
| Wielka Brytania   | UK Singles Chart  | 8       |
| Stany Zjednoczone | Billboard Hot 100 | 6       |